# Brainstorming
Brainstorming  ali možganska nevihta je skupinska tehnika za generacijo čim večjega števila novih idej za rešitev določenega problema. Metodo je populariziral Alex Faickney Osborn v poznih tridesetih letih dvajsetega stoletja v knjigi Applied Imagination.
Čeprav je brainstorming razširjena metoda za proizvajanje novih idej, na splošno še ni dobrih dokazov o učinkovitosti metode pri izboljšanju števila ali kvalitete generiranih idej. Skupine za brainstorming naj bi bile v nekaterih primerih malenkost bolj učinkovite kot druge vrste skupin, predvsem pa manj učinkovite kot skupine posameznikov, ki delajo neodvisno. To lahko pripišemo problemom kot so odvračanje pozornosti, manjša učinkovitost posameznikov, kadar delajo v skupini (motivacijska bariera), ter tendenca posameznikov, da ovirajo druge v skupinski diskusiji.
Slovar slovenskega knjižnega jezika v svoji drugi izdaji navaja slovenski izraz možganska nevihta. V preteklosti se je pojavljalo več poslovenjenih predlogov:idejčkanje, nevihta možganov, viharjenje možganov.

## Oris metode
Metoda je namenjena predvsem generaciji čim večjega števila novih ter čim bolj inovativnih idej za rešitev danega problema. Najprej se definira problem, za katerega iščemo rešitve. Problem mora biti jasno zastavljen in ne preveč obsežen, v nasprotnem primeru ga je dobro razdeliti na manjše probleme.
Vodja seanse brainstorminga skliče sodelujočo skupino ter ji razloži problem. Skupina mora vključevati zapisovalca, ki ideje beleži. Udeleženci seanse nato iščejo možne ideje za rešitev problema, zapisovalec pa jih sproti zapisuje in pri tem na glas ponovi, kakor jih je zapisal.
Med seanso ni priporočena navzočnost nadrejenih, ker lahko ovira učinek osnovnih pravil možganske nevihte, predvsem generacijo nenavadnih idej.

## Pravila
Pri možganski nevihti obstajajo štiri pravila, ki so namenjena pospeševanju ustvarjanja novih idej in zmanjšanju ovir, ki se pojabljajo v skupinah. Upoštevanje teh pravil naj bi privedlo do sinergije, ki znatno poveča ustvarjalnost skupine.
1. Osredotočenje na količino. To je sredstvo za povečanje raznolikosti predlaganih idej. Osnovna ideja je v tem, da večje ko bo število generiranih idej, večja bo verjetnost, da produciramo radikalne in učinkovite rešitve (kvantiteta rodi kvaliteto).
2. Brez presojanja. Presojanje idej naj bi bilo pri skupinskem brainstormingu postavljeno na stran. Namesto takojšnjega ugotavljanja, kaj bi lahko bilo z določeno idejo narobe, se udeleženci osredotočijo na razširitev in dodajanje k ideji, kritično presojo pa preložijo na kasnejše faze procesa pridobivanja idej. Z odlogom presoje ustvarimo spodbudno vzdušje, v katerem so udeleženci svobodni pri ustvarjanju nenavadnih idej.
3. Nenavadne ideje so dobrodošle. S tem pridemo do boljšega in daljšega seznam idej, nenavadne ideje pa včasih omogočijo nove načine razmišljanja in privedejo do boljših rešitev kot običajne ideje.
4. Kombiniraj in izboljšuj ideje. To naj bi vodilo k boljšim in bolj dodelanim rešitvam kot samo generiranje novih idej. Izgradnjo idej naj bi bilo moč stimulirati z asociacijami

1. ↑  http://www.sskj2.si/iskanje?Mode=Headword&Query=brainstorming, vpogled: 19. 2. 2015.
2. ↑  http://www.termania.net/slovarji/terminoloski-slovar-vzgoje-in-izobrazevanja/3474848/mozganska-nevihta.